# Adolfo Molina Orantes
Adolfo Molina Orantes (n. Ciudad de Guatemala 25 de marzo de 1915, Guatemala, - ibídem, 31 de enero de 1980) jurista y doctor en derecho Honoris Causa por la Universidad de Pensilvania, Estados Unidos, fue Ministro de Relaciones Exteriores en dos ocasiones: durante el gobierno transitorio del coronel Guillermo Flores Avendaño (1957-1958) y durante el gobierno del general Kjell Eugenio Laugerud García. Además, fue presidente del Instituto Guatemalteco de Cultura Hispánica, miembro de honor del Instituto de Cultura Hispánica de Madrid (actual AECID) y Decano de la Facultad de Ciencias Jurídicas y Sociales de la Universidad de San Carlos de Guatemala. Diplomático de carrera y socio Rotario activo,  murió trágicamente durante la Quema de la embajada de España en Guatemala el 31 de enero de 1980, en donde se encontraba visitando al embajador junto con otros profesionales del derecho de Guatemala.

## Biografía
Nació en la ciudad de Guatemala, hijo de Darío Molina Padilla y de Olivia Orantes.  Estudió en la Instituto Privado «La Preparatoria», en el Instituto «Modelo» graduándose con honores, y luego en la «Galileo High School» en San Francisco, California, Estados Unidos de 1934 a 1935.  Al terminar el bachillerato, regresó a Guatemala, en donde estudió en la Facultad de Derecho de la Universidad Nacional de Guatemala, graduándose en 1943 de licenciado en ciencias jurídicas y sociales y los títulos de abogado y notario.  Por sus excelentes calificaciones obtuvo una beca para estudiar en la Columbia University por dos años.  Luego de regresar a Guatemala, estudió antropología e historia en la recién creada Facultad de Humanidades de la Universidad de San Carlos de Guatemala.
De 1938 a 1942 se desempeñó como secretario de la oficina guatemalteca del Departamento de Investigación Histórica del Instituto Carnegie.  Fue fundador y director del Instituto de Antropología e Historia de Guatemala y delegado de la Facultad de Derecho ante el Consejo Superior Universitario;  fue elegido decano de la Facultad de Derecho de la Universidad de San Carlos, durante este tiempo logró establecer la Autonomía de la Universidad, con el fin de mantener a la Universidad San Carlos libre de cualquier influencia política, ya que durante el gobierno de Arbenz se ejercía mucha presión para introducir solamente la ideología marxista. También durante su decanatura, él tramitó y fundó el Bufete Popular Universitario.  Fue director del Departamento de Publicaciones de dicha institución de educación superior.  Fue nombrado Ministro de Relaciones Exteriores de Guatemala durante el gobierno transitorio del coronel Guillermo Flores Avendaño en 1957 y como tal atendió las sesiones de la Organización de Estados Centroamericanos (ODECA) y fue delegado de Guatemala en la IX conferencia general de la UNESCO en Nueva Delhi, India.  Durante todo este tiempo, también fue catedrático en la Facultad de Derecho de la universidad San Carlos.

### Caso Nottebohm
El Caso Nottebohm fue el mayor triunfo profesional de Molina Orantes, quien actuó como asesor legal de la representación de Guatemala, en su calidad de Decano de la Facultad de Derecho de la Universidad de San Carlos de Guatemala.  En este caso, una decisión de la Corte Internacional de Justicia de La Haya del 6 de abril de 1955, determinó los criterios por los cuales Guatemala podía rechazar válidamente la nacionalidad de Liechtenstein que invocaba en su favor Friedrich Nottebohm, un nativo de Alemania establecido en Guatemala entre 1905 y 1943.  
En 1943, debido a que Guatemala se había declarado en guerra con Alemania, Friedrich Nottebohm fue arrestado por su condición de alemán y fue deportado a Estados Unidos, donde quedó internado por su calidad de «ciudadano de país enemigo» conforme a los propios registros guatemaltecos. Al ser liberado en EE. UU. en 1946, Friedrich Nottebohm trató de regresar a Guatemala, siéndole negada la entrada. En 1949 sus bienes situados en territorio guatemalteco fueron confiscados y Liechtenstein inició en 1951 un proceso ante la Corte Internacional de Justicia de La Haya contra Guatemala, reclamando reparaciones y compensaciones en favor de su ciudadano Friedrich Nottebohm.  En este caso se planteaba un primer tema relevante en cuanto a la admisibilidad de la demanda; la cuestión era saber si Liechtenstein (el Estado donde Nottebohm se había naturalizado en octubre de 1939) podía protegerlo con respecto a Guatemala, país que presuntamente le había ocasionado el agravio mediante la confiscación de su patrimonio.
La Corte decidió en fallo del 6 de abril de 1955 que no había lugar a la admisibilidad de la demanda; y que por tanto Guatemala no estaba obligada a reconocer la nacionalidad de Liechtenstein adquirida por Nottebohm para los efectos de la protección diplomática. La Corte concluyó que la naturalización de octubre de 1939 fue solicitada por Nottebohm con el único propósito de obtener un reconocimiento legal por parte de Liechtenstein a su favor, a fin de que se sustituyera su estatus de nacional de un Estado beligerante (Alemania) por el estatus de un Estado neutral (Liechtenstein), y por ello ninguna intención podía advertirse en Nottebohm en quedar ligado a las tradiciones, intereses, modo de vida o al ejercicio de derechos y obligaciones con respecto a Liechtenstein. Debido a este motivo la Corte decidió que Guatemala conservaba el derecho de rechazar la validez de la naturalización de octubre de 1939 y el Principado de Liechtenstein carecía de derecho para reclamar reparaciones en favor de Nottebohm.
Esta decisión resultó relevante en el Derecho internacional respecto de los criterios que rigen el reconocimiento de la nacionalidad efectiva de una persona. Por su parte, Molina Orantes fue reconocido como un experto en cuestiones legales a nivel internacional y nombrado consultor permanente en la corte internacional, trascendiendo su prestigio como jurista los límites nacionales.

### Incidente diplomático con México
Empezando en noviembre de 1956, Guatemala notificó varias veces al gobierno mexicano de tala ilegal de árboles en Petén y de pesca ilegal de camarón en aguas guatemaltecas del Océano Pacífico desde 1954. El Gobierno guatemalteco indicó también que dichas embarcaciones no exponían matrícula de identificación ni bandera nacional y que Guatemala se reservaba el derecho de atacar a dichos "piratas". El 8 de noviembre de 1957, Molina Orantes, en su calidad de Ministro de Relaciones Exteriores de Guatemala, envió una carta diplomática, la primera de varias quejas formales al gobierno mexicano, explicando que la tala ilegal de árboles y la pesca furtiva en aguas territoriales de Guatemala se habían convertido en una práctica sistemática y solicitó al gobierno mexicano que, para evitar hechos que pudieran perjudicar las excelentes relaciones diplomáticas, México tomara las medidas necesarias.  El conflicto se saldó dos años después ya durante el gobierno del general e ingeniero Miguel Ydígoras Fuentes por intervenciones de los diplomáticos de México y Guatemala de entonces.

### Cargos oficiales y no oficiales
El licenciado Molina Orantes desempeñó los siguientes cargos:
| Años       | Puesto                                                                                              |
| ---------- | --------------------------------------------------------------------------------------------------- |
| 1947-1949  | Fundador y Director del Instituto de Antropología e Historia de Guatemala                           |
| 1948-1951  | Director del Seminario de Belice                                                                    |
| 1949       | Miembro del Consejo Consultivo del Instituto de Antropología e Historia de Guatemala                |
| 1951       | Integrante de la Comisión Nacional para la Codificación para el Derecho Internacional               |
| 1952-1953  | Presidendte del Colegio de Abogados de Guatemala y miembro Superior de la Universidad de San Carlos |
| 1954-1958  | Decano de la Facultad de Derecho de la Universidad San Carlos de Guatemala                          |
| 1954-1955  | Abogado Consejero de Guatemala ante la Corte Internacional de Justicia                              |
| 1955-1959  | Miembro de la Corte Permanente de Arbitraje de La Haya                                              |
| 1955-1957  | Consejero de Estado de Guatemala                                                                    |
| 1958       | Asesor Jurídico ad honorem de la Embajada China                                                     |
| 1957-1958  | Ministro de Relaciones Exteriores del gobierno del coronel Guillermo Flores Avendaño                |
| 1955       | Miembro del Consejo Consultivo del Seminario de Integración Social Guatemalteca,(ad honorem)        |
| 1957       | Director de la Comisión Guatemalteca de la UNESCO.                                                  |
| 1964-1966  | Consejero de Estado de Guatemala durante el gobierno del coronel Enrique Peralta Azurdia            |
| 1966-1970  | Fundador y director de la Escuela de Diplomacia.                                                    |
| 1966       | Fundador del parque nacional Tikal.                                                                 |
| 1966-1980  | Embajador Extraordinario y Plenipotenciario, Inscrito como Diplomático de Carrera                   |
| 1968-1980  | Cónsul Honorario de Filipinas                                                                       |
| 1970       | Miembro del Consejo Consultivo del Instituto Nacional Indigenista.                                  |
| 1970-1974  | Consejero de Estado de Guatemala durante el gobierno del General Carlos Arana Osorio.               |
| 1971-1974  | Miembro del Comité Jurídico Interamericano de la Organización de Estados Americanos (O.E.A.)        |
| 1972-1974  | Presidente del Comité Jurídico Interamericano de la O.E.A.                                          |
| 1972       | Presidente del Instituto de Cultura Hispánica.                                                      |
| -1974-1978 | Ministro de Relaciones Exteriores durante el gobierno del General Kjell Eugenio Laugerud García.    |
| -1978-1980 | Miembro del Comité Jurídico de Notariado de Guatemala.                                              |

### Gobierno del general Laugerud García
El 25 de junio de 1974, el general Kjell Eugenio Laugerud García, presidente electo de Guatemala, seleccionó a Molina Orantes como canciller, basado en su larga experiencia y prestigio.

#### Conflicto por Belice
El doctor Molina Orantes había sido director del Seminario de Belice (1948-1951)en la Universidad San Carlos y, debido a su sólida formación jurídica y a la orientación que dio en la cátedra y en la investigación de los aspectos básicos de la controversia que Guatemala había sostenido con la Gran Bretaña en defensa de sus derechos sobre el territorio de Belice, siendo canciller participó en discusiones bilaterales con delegados británicos en varias oportunidades, para encontrar una solución aceptable a este secular problema.
Debido al conflicto por la soberanía de Belice, incrementado por la insistencia del Ejército de Guatemala,  Molina Orantes insistió en resolver el conflicto por la vía diplomática con Inglaterra.    En 1977, representantes de Inglaterra y de Guatemala se reunieron en la Ciudad de Guatemala para una ronda de pláticas sobre la situación de Belice, en ese entonces todavía una colonia británica reclamada por Guatemala.  El único resultado positivo de las reuniones fue un comunicado conjunto en el que ambos países se comprometieron a reducir las tensiones en la frontera común de ambos territorios.  Sin embargo, unos días después, el jefe de la delegación británica, Ted Rowlands, dijo que las tropas que Inglaterra había enviado para proteger su territorio no serían removidas, a lo que el presidente Laugerud García replicó diciendo que la presencia de tropas inglesas en Belice era un acto de agresión contra Guatemala.
Pero la situación internacional no favoreció el reclamo guatemalteco:  Guatemala estaba cada vez más aislada diplomáticamente en su reclamo territorial, ya que muchas naciones latinoamericanas y caribeñas apoyaban la independencia de Belice.  Incluso, el embajador de los Estados Unidos ante las Naciones Unidas, Andrew Young, dijo que los Estados Unidos apoyaban la independencia del territorio inglés, luego de haberse mantenido neutral hasta entonces.

#### Visita de los reyes de España
En septiembre de 1977, los reyes de España, Juan Carlos I y Sofía visitaron a Guatemala en medio de una gira de buena voluntad por países de América Latina.  Como canciller, Molina Orantes estuvo a cargo de todo el protocolo de dicha visita.

## Afiliaciones
- Instituto de Cultura Hispánica
- Colegio de Abogados de Guatemala
- Asociación Guatemalteca de Derecho Internacional (miembro fundador)
- Asociación de la Casa Internacional
- American Society of International Law
- Instituto de Relaciones Culturales Guatemalteco-Israelí
- Instituto Indigenista de Guatemala
- Instituto Nacional de Antropología e Historia de Guatemala (miembro fundador y primer presidente)
- Seminario de Integración Social de Guatemala
- Sociedad Geografía e Historia de Guatemala (miembro y presidente)
- Instituto Hispano Luso Americano de Derecho Internacional
- Movimiento Guatemalteco de Reconstrucción Rural
- Miembro de la Real Academia de Historia de Madrid, México, El Salvador, Honduras y Costa Rica
- Miembro del Tribunal de Honor del Colegio de Abogados
- Miembro de Honor del Instituto Cultural Peruano
- Miembro del World Peace Through Law Center
- Sociedad Mexicana de Geografía y Estadística

## Publicaciones
Las siguientes son algunas de sus publicaciones:
- Consideraciones Jurídicas sobre el pacifismo
- La represión de los crímenes internacionales
- Los dominios marítimo y submarino de Guatemala
- El regionalismo en las relaciones internacionales
- El delito de genocidio en la Legislación Guatemalteca
- La Sedimentación de las normas de Derecho Internacional y Público y la Obra de Naciones Unidas
- Status Jurídico del indio guatemalteco durante la época colonial
- Aspecto Histórico de Derecho de Asilo en Guatemala
- La operación Panamericana
- El Principio americano del "uti possidentis"
- El desarrollo económico de los países de la comunidad Hispano Luso Americano Filipina y el Derecho Internacional
- La política centroamericana frente al propuesto Mercado Común Latinoamericano
- Historia del Colegio de Abogados de Guatemala
- El Doctor José María Álvarez
- Reseña Biográfica de Antonio José de Irisarri
- Antecedentes constitucionales y convencionales de la integración Económica Centroamericana
- El "Jus cogens" en el Derecho Internacional Codificado. Su problemática
- El Terrorismo ante el Derecho Penal Internacional
- Reconocimiento y ejecución de sentencias extranjeras en los Estados Americanos

## Distinciones y condecoraciones
- Doctor en Leyes honoris causa de la Universidad de Pensilvania, EE. UU., enero de 1962
- Doctor en Ciencias Políticas honoris causa de la Universidad de Hankuk, Corea, 1977
- Ciudadano Honorario de la Ciudad de New Orleans, 1977
- Profesor Honorario de la Universidad Católica del Ecuador, y de la Universidad Central, 1957
- Colegial de Honor, Colegio Mayor "Fonceca" de la Universidad de Santiago de Compostela, España, 1966
- Medalla Alexandre Guzmao del Instituto Antropológico y Geográfico, Sao Paulo, 1972
- Collar de Don Pedro Primero, del Instituto Histórico y Geográfico de Sao Paulo, 1972
- Gran Cruz de la Orden Cruzeiro Do Sul otorgada por el Gobierno de Brasil
- Gran Cruz de la Orden de San Carlos otorgada por el Gobierno de Colombia
- Cruz de honor de la Orden de San Raimundo de Peñafort, del Gobierno de España
- Gran oficial de la Orden de la Estrella Brillante del gobierno de la República de China, Taiwán
- Gran cruz de la Orden del Quetzal
- Gran cruz de la Orden de los Cinco Volcanes
- Gran cruz de la Orden de Antonio José de Irisarri
- Miembro Honorario del Instituto de Cultura Hispánica, diciembre de 1974
- Caballero gran cruz de la Orden de Isabel la Católica
- Gran cruz de la Orden Do Río Branco, del Gobierno de Brasil
- Caballero Capitular Electo de la Procesión del Corpus Christi de Toledo, España
- Gran cruz de la Orden El Sol del Perú
- Banda Mayor de la Orden del Águila Azteca, del Gobierno de México
- Gran cruz de la Orden del Mérito del Gran Ducado de Luxemburgo
- Gran cruz de la Orden de Francisco Morazán, Honduras
- Gran cordón de la Orden de la Estrella Brillante, República de China, Taiwán
- Medalla Gwanthwa (Gran Cruz) Orden del Mérito del Servicio Diplomático, República de Corea
- Orden de Sikatuna, República de Filipinas
- Gran Cruz Pro Mérito Maltense, de la Soberana Orden de Malta

## Muerte
El jueves 31 de enero de 1980 se reunían en la sede diplomática española el exvicepresidente guatemalteco Eduardo Cáceres Lehnhoff, el excanciller Molina Orantes y el jurista Mario Aguirre Godoy con el embajador de entonces, Máximo Cajal López por una celebración próxima del Congreso Iberoamericano de Derecho Procesal, a llevarse a cabo en Guatemala. Durante esa reunión, las instalaciones de la misión diplomática fueron tomadas por campesinos miembros del Comité de Unión Campesina (CUC), provenientes de El Quiché, estudiantes universitarios que los asesoraban y miembros del grupo guerrillero denominado Ejército Guerrillero de los Pobres (EGP).  Tanto los ocupantes como los personeros e invitados de la embajada murieron trágicamente cuando los ocupantes evitaron la salida de los rehenes disparándoles con armas de fuego e hicieron estallar las bombas molotov que portaban.
Molina Orantes había sido canciller en dos ocasiones y era un jurisconsulto respetado en el mundo entero. Asimismo, no se trató de una toma pacífica por campesinos porque los asaltantes eran liderados por guerrilleros que llevaban bombas molotov y armas de fuego. Estas armas fueron usadas para retener por la fuerza a los rehenes, según demostraron las autopsias que se efectuaron [cita requerida]. El Edificio se incendió, quemando a todos y sobreviviendo solo el embajador Máximo Cajal López y el campesino Gregorio Yujá Xona cuando la policía imprudentemente, ingresó a las instalaciones de la embajada.
El licenciado Adolfo Molina Sierra, hijo de Molina Orantes y testigo presencial de los hechos del 31 de enero de 1980 relató lo siguiente:
«Adolfo Molina Orantes llegó con su chofer a la Embajada de España, a las 11:00 a. m. a una reunión con el embajador Cajal, el licenciado Eduardo Cáceres Lehnhoff y el licenciado Mario Aguirre Godoy.
«A las 11:30 a. m., el chofer de Molina Orantes observó que la Embajada de España era invadida por un grupo sospechoso de manifestantes con pancartas y mochilas. Después de ingresar, el personal de la Embajada cerró las puertas. Inmediatamente, el chofer de Molina Orantes, llamó por teléfono a mi casa y le informó a mi familia. Me dirijí a la Embajada para averiguar lo que sucedía, mientras mi madre, Emilia de Molina, llamaba al Ministro de Gobernación Donaldo Alvarez Ruiz, para pedirle ayuda, ya que el ministro conocía a Molina Orantes y creyó que podía auxiliar en algo; pero el ministro no contestó las llamadas.»
«Al llegar a las 12:00 horas a la Embajada, ví que la policía ya se encontraba en la calle, rodeando la Embajada. Ya había unas mantas sobre los balconess que decían Ejército Guerrillero de los Pobres (EGP) y Comité de Unidad Campesina (CUC). También se encontraban muchas personas particulares observando lo que sucedía. El Embajador tenía un megáfono en la mano y con él pedía la colaboración de la policía para mantener el control de la situación. Molina Orantes, que había sido tomado como rehén, fue forzado a pedir ayuda por el megáfono, para que la policía colaborara y así evitar cualquier desgracia. Los ocupantes se encontraban por toda la casa. Había un carro de la Cruz Roja aparcado al lado de la Embajada. Empezaron a llegar más policías y judiciales, y se empezaron a subir al techo por las paredes. Mario Aguirre Godoy logró salirse de la Embajada y fue escoltado a su casa.»
«A eso de las 14:00 empezó el movimiento más intenso de la policía. Pedí al jefe de la Policía Nacional que esperara diez minutos más, que iría a llamar  por teléfono al Ministro de Gobernación Donaldo Alvarez Ruiz. Cuando regresé, la policía ya había ingresado al primer piso de la Embajada.  Los ocupantes se atrincheraron en el segundo piso, en el despacho del Embajador, y cerraron la puerta y las ventanas. No se oía nada. La policía subió al segundo piso. Se oyeron dos disparos que salieron por las ventanas del despacho hacia la calle. Tras de eso, se escuchó desde dentro un sonido apagado, como cuando se enciende una estufa de gas o como cuando a la gasolina se le prende fuego, y entonces salió el humo negro del despacho hacia la calle y empezaron los disparos y los gritos. Corrí, agarré la manguera del jardín y me trepé al balcón, quería apagar el fuego, ayudar a mi padre. Había mucho humo, el fuego no me dejaba acercarme y el griterío era interminable. Una indígena puso su cara y sus manos en los barrotes y allí murió, enfrente de mí, sin que pudiera hacer nada. El fuego vino de adentro, del despacho del Embajador. El Embajador Cajal salió vivo, todos los demás murieron. Los rehenes fueron sacrificados por los guerrilleros más radicales que juraron que nadie saldría vivo, ayudados por el Embajador Cajal.»